# Epicteto (pintor)

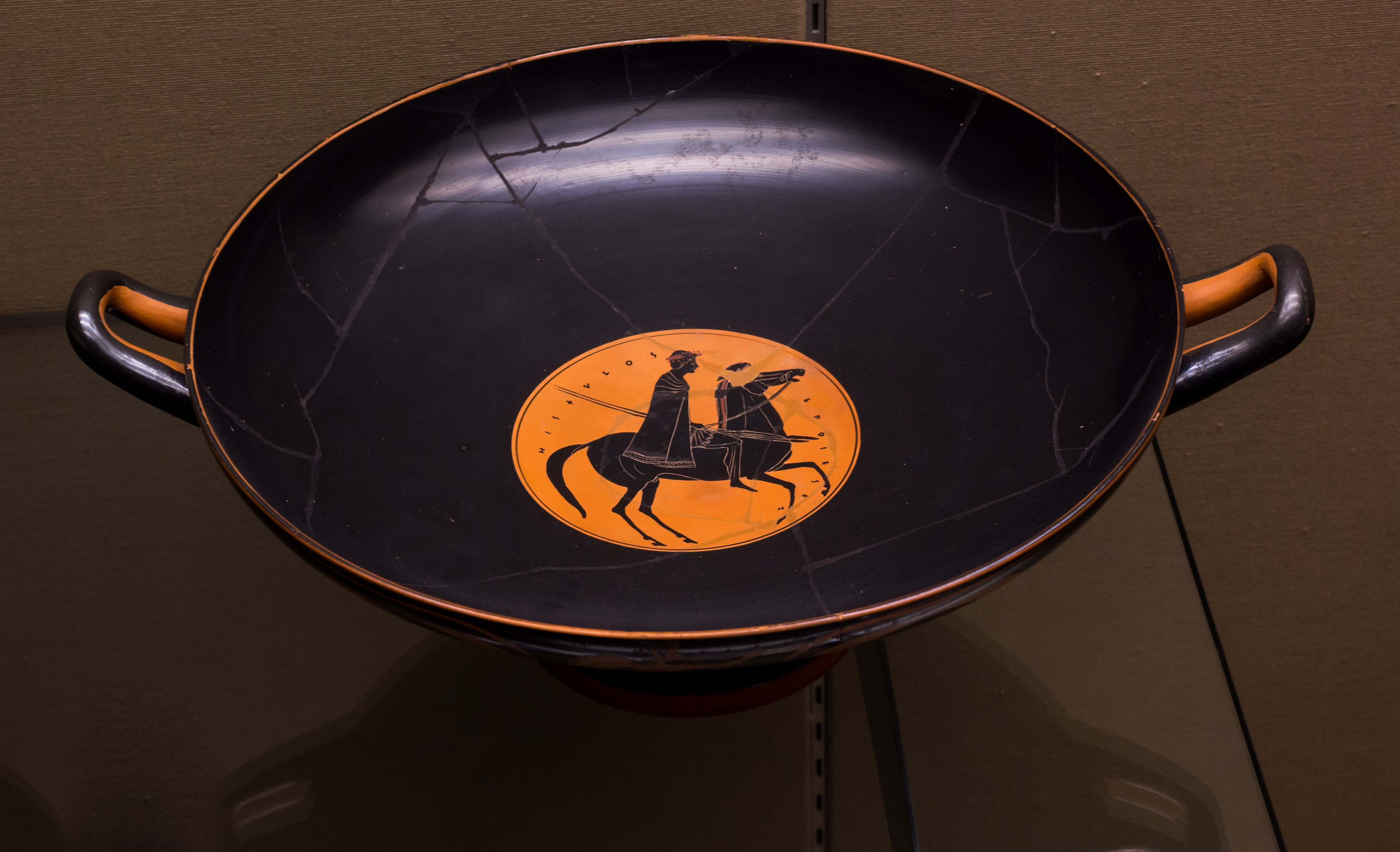
Kílix ático (copa de ojos, tipo A) con doble decoración, interior (figuras negras) del recipiente, ca. 520-500 a. C., número de museo/inventario: Londres, Museo Británico 1842

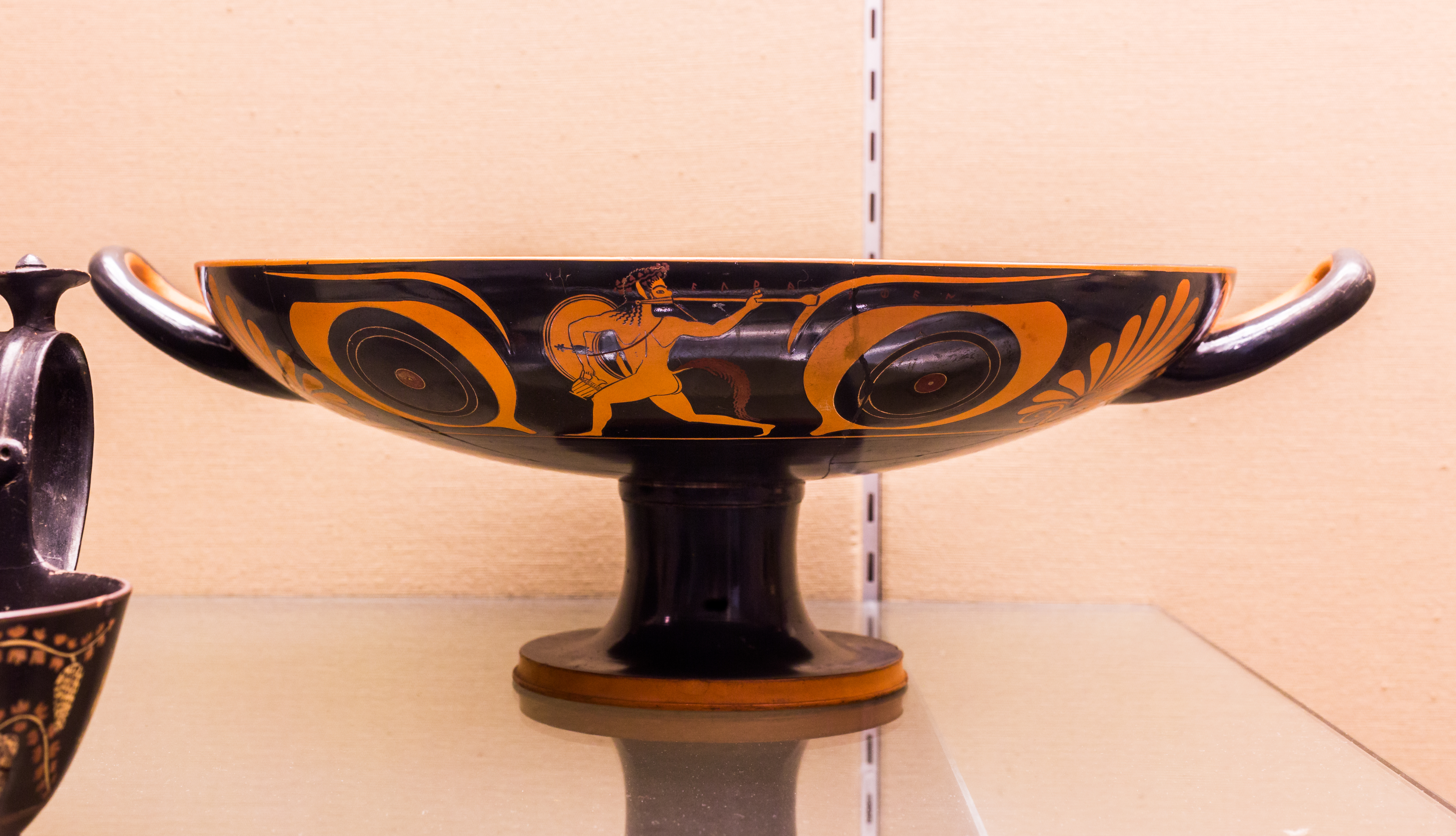
Kílix (copa de ojos, tipo A) con doble decoración (cerámica bilingüe), exterior (rojo) del vaso.

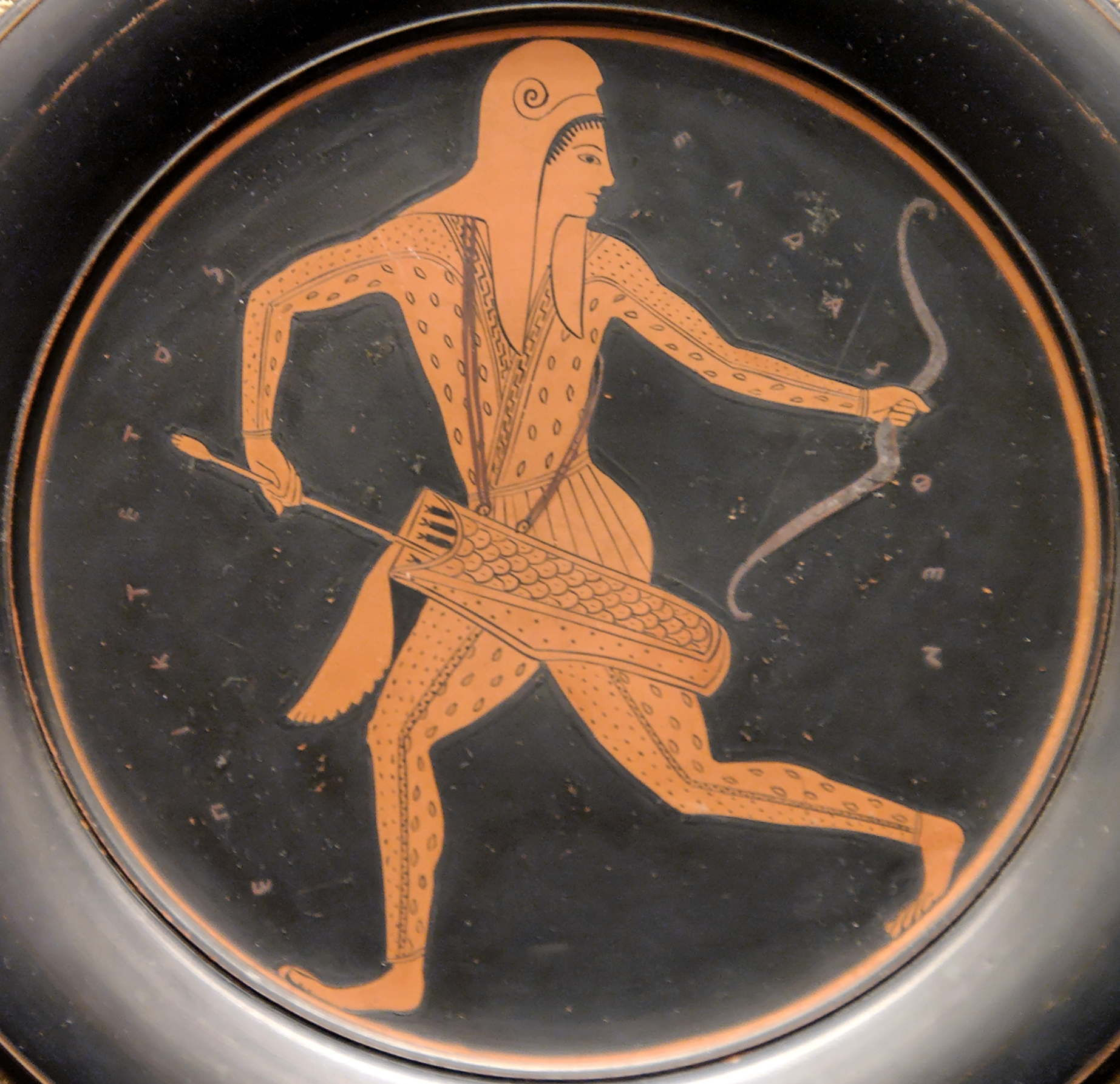
Arquero escita, tondo de un plato de figuras rojas de Epicteto, ca. 520 a. C.–500 a. C., Museo Británico (E 135).

Epicteto (en griego antiguo: Ἐπίκτητος) fue un pintor  ateniense de vasos de cerámica griega, activo durante los años del 520 a. C. al 490 a. C.
Fue probablemente alumno de Psiax, pintor ático de vasos de figuras negras. Creó sus mejores obras en tondos, especialmente copas de cerámica de figuras rojas (kílices) y pínakes, que eran su especialidad (lo inusual era que era igualmente excelente en la técnica de pintura de figuras negras como en la técnica de figuras rojas). Las partes exteriores de sus vasos son a menudo completamente negras, lo que centra la atención en las imágenes del interior de los vasos (en el tondo del vaso, adaptó perfectamente las escenas pictóricas compositivamente al espacio del círculo). Epicteto fue un maestro del dibujo detallado. El historiador de arte británico John Beazley escribió al respecto: «No se puede dibujar mejor, solo se puede dibujar de forma diferente.» Se le atribuyen unos 150 vasos, y firmó con su nombre más de cuarenta de ellos. Pintó vasos para al menos once alfareros diferentes (y pintó al menos una vaso que él mismo hizo).  Las obras de Epicteto están dominadas por comastas anónimos (guías de Dioniso), participantes en simposios y, especialmente, guerreros y atletas.
También decoró algunos de sus primeros vasos con doble decoración: utilizó la técnica de pintura de figuras negras en un lado de los vasos y la técnica de pintura de figuras rojas en el otro. Entre sus obras decoradas con esta técnica se encuentra un kílix ático (copa de ojos, tipo A), datado aproximadamente entre el 520 y el 500 a. C., conservado en el Museo Británico de Londres, realizado por el alfarero Isquilo. En el interior (tondo) de esta copa, Epicteto representó a un joven jinete con lanzas vestido con una clámide en figuras negras (a ambos lados del jinete se encuentra la inscripción HISCHYLOS EPOIESEN, ‘realizada por Isquilo’). El exterior de la copa está decorado a ambos lados con pinturas de figuras rojas de silenos representado entre grandes ojos (con dos inscripciones a los lados de la copa A: EPIKTETOS, B: EGRAFSEN, ‘pintada por Epictet’o).
Todas sus "pínakes" se diferencian de otras obras contemporáneas similares en que no tienen dos agujeros en el borde para colgarlas. Están decorados únicamente con una representación interna y tienen una sola firma, junto a la obra representada. Era particularmente hábil en la creación de composiciones que llenaban a la perfección el tondo del pínax. Entre sus obras maestras (de este tipo) se encuentra el pínax de figuras rojas del Museo Británico, que representa a un arquero escita corriendo, sacando una flecha de su carcaj. La figura representada es realista y elegante; el pintor ha capturado al arquero en una postura vivaz y ha plasmado su vestimenta oriental con gran detalle. Toda la composición se sitúa ingeniosamente dentro de un marco circular. La forma en que el arquero se mueve hacia la izquierda, mirando hacia atrás por encima del hombro mientras se mueve, confiere al diseño una enorme sensación de movimiento, equilibrio y estabilidad central. Los pies descalzos del arquero bordean el tondo como si girara en una rueda, mientras que la colocación del arco, el carcaj y la flecha completan la composición. La pulcra firma del pintor a izquierda y derecha del arquero realza el efecto decorativo.